# Erik Kwakkel
Erik Kwakkel (Meppel, 28 mei 1970) is professor bij de Universiteit van Brits-Columbia gespecialiseerd is in boekgeschiedenis. Naast zijn wetenschappelijk onderwijs en onderzoek op het gebied van premodern boekdesign en cultureel-historische context is hij ook bekend bij het grote publiek. Als promotor van het oude boek maakt hij veelvuldig gebruik van sociale media en populair wetenschappelijke publicaties om zijn kennis te delen.
Na zijn studie en promotieonderzoek Middelnederlandse letterkunde aan de Universiteit Leiden, werkte Kwakkel onder andere bij de University of British Columbia (2003-2005) en de University of Victoria in Canada. In 2010 keerde hij terug naar Nederland en werd hoogleraar Book and Digital Media Studies aan zijn alma mater. In december 2016 werd hij benoemd als Scaliger Hoogleraar aan de Universitaire Bibliotheken Leiden en de Faculteit der Geesteswetenschappen. Deze leerstoel is belast met het "bevorderen van onderwijs en onderzoek met betrekking tot de Bijzondere Collecties van de Universiteitsbibliotheek" door middel van promotieactiviteiten gericht op academische en niet-academische doelgroepen.
In 2014 trok zijn werk aan middeleeuwse doodles internationale aandacht. Een jaar eerder vond zijn klas, terwijl hij les gaf aan de Universiteit Leiden, aantekeningen, brieven en ontvangstbewijzen van een niet-geïdentificeerde rechtbank in het Rijngebied, verborgen in de band van een boek dat in 1577 gedrukt was.
Kwakkel heeft openbare lezingen gehouden op tal van locaties in Europa en Noord-Amerika, waaronder de Triënnale EA Lowe Lecture in Paleography in 2014 op Corpus Christi College, Oxford, waar hij sprak over 'The Birth of Gothic Script', en, in Februari 2020, een Darwin College- lezing over "The Enigmatic Premodern Book". Hij is de auteur van talrijke boeken en artikelen voor zowel een wetenschappelijk als een lekenpubliek.
Van 2012 tot en met 2017 was hij lid van de Jonge Akademie van de Koninklijke Nederlandse Akademie van Wetenschappen (KNAW) .

## Geselecteerde publicaties
Boeken als auteur
- met Francis Newton. Medicine in Monte Cassino : Constantine the African and the Oldest Manuscript of his Liber Pantegni (Brepols, 2019).
- Boeken voor afdrukken. (Arc Humanities Press, 2018).
- met Rosamond McKitterick en Rodney Thomson. Turning Over a New Leaf: Change and Development in the Medieval Book (Leiden University Press, 2012).
- Dit sijn die Dietsche boeke die ons toebehoeren: De kartuizers van Herne en de productie van Middelnederlandse handschriften in de regio Brussel (1350–1400) (Peeters, 2002). Varia Neerlandica 27.

Boeken als redacteur
- (ed., met Rodney Thomson) The European Book in the Long Twelfth Century ( Cambridge University Press, aanstaande 2018).
- (red. ) Manuscripten van de Latin Classics 800–1200, Studies in Medieval and Renaissance Book Culture (Leiden University Press, 2015).
- (red. ) Writing in Context: Insular Manuscript Culture 500–1200, Studies in Medieval and Renaissance Book Culture (Leiden University Press, 2013).
- (ed., met Stephen Partridge) Auteur, Reader, Book: Medieval Authorship in Theory and Practice (University of Toronto Press, 2012).

Hoofdstukken in boeken en artikelen
- "Het materiële boek decoderen: cultureel residu in middeleeuwse manuscripten". The Medieval Manuscript Book: Cultural Approaches, ed. Michael Van Dussen en Michael Johnson (Cambridge University Press, 2015).
- "Bijten, kussen en de behandeling van voeten: het overgangsscript van de lange twaalfde eeuw". Turning Over a New Leaf: Change and Development in the Medieval Book, ed. Erik Kwakkel, Rosamond McKitterick en Rodney Thomson (Leiden University Press, 2012), 78–126.
- "Commerciële organisatie en economische innovatie". The Production of Books in England, 1350-1530, ed. Alexandra Gillespie en Daniel Wakelin (Cambridge University Press, 2011), 173–191.
- "Een nieuw type boek voor een nieuw type lezer: de opkomst van papier in de lokale boekproductie". De geschiedenis van het boek in het Westen: 400–1455, ed. Jane Roberts en Pamela Robinson ( Ashgate, 2010), 409-438.